# Julianpol (rejon miadzielski)
Julianpol – dawny folwark. Tereny, na których był położony, leżą obecnie na Białorusi, w obwodzie mińskim, w rejonie miadzielskim, w sielsowiecie Narocz.

## Historia
W czasach zaborów folwark w gminie Kobylnik, w powiecie święciańskim, w guberni wileńskiej Imperium Rosyjskiego. W 1866 roku należał do Hałków. W 1905 roku wymieniono dwa folwarki. Folwark Hałki liczył 2 mieszkańców, 100 dziesięcin; folwark Junowicza liczył 9 mieszkańców, 280 dziesięcin.
Po I wojnie światowej pod administracją polską, w Zarządzie Cywilnym Ziem Wschodnich. W latach 1920–1922 w składzie Litwy Środkowej.
Od 11 kwietnia 1922 folwark leżał w Polsce, w województwie wileńskim, w powiecie święciańskim, od 1926 roku w powiecie postawskim, w gminie Kobylnik.
W 1931 w 2 domach zamieszkiwało 10 osób.
W 1938 roku miejscowość należała do gromady Szyszki gminy Kobylnik.